# Рюселин, Герда
Ирма Герда Эмилия Рюселин (фин. Gerda Ryselin 21 июня 1909, Таммерфо́рс, Великое княжество Финляндское, Российская империя (ныне Тампере) — 20 апреля 1990, Хельсинки, Финляндия) — финская актриса
 театра и кино, оперная певица.

## Биография
Родилась в семье инженера.
В 1928 году начала заниматься музыкой в консерватории, после окончания которой стала работать в театре. В 1931 году поступила в молодёжную студию Шведского театра в Хельсинки.
С 1933 года играла на сцене Шведского театра в Турку. В 1937 году она для стажировки совершила поездку в Лондон, Париж и Берлин.
Играла ведущие роли во многих известных опереттах, создала себе имя как оперная примадонна шведского театра.
Снималась в кино. За свою карьеру сыграла в 17 фильмах.

## Награды
- Медаль «Pro Finlandia» (1957).

## Фильмография
- Det susar i nordanskog, 1939
- Suopursu kukkii, 1947
- Olin nahjuksen vaimo, 1961
- Älä nuolase…, 1962
- Daniel Hjort, 1962
- Hanski, 1968
- Här under polstjärnan, 1968
- Здесь, под Полярной звездой (1968)
- Tilapää, 1970
- Magdaleena ja maailman lapset, 1971
- Peukaloisen seikkailut, 1973
- Hänen olivat linnut, 1976
- Malenas jul, 1978
- Herrskapet Boxboms utfärd, 1980
- Den förtrollade vägen, 1986
- Annan ja Vasilin rakkaus, 1988
- Tjurens år, 1989